# 和勝村
和勝村（わかつむら）は、かつて愛知県丹羽郡にあった村。
現在の江南市北部に該当し、北端は木曽川に接する。

## 歴史
- 1889年（明治22年）10月1日 - 中般若村、下般若村、和田勝佐村が合併し発足。
- 1906年（明治39年）5月1日 - 古知野町、両高屋村、旭村、東野村及び栄村の一部、秋津村の一部と合併し、改めて古知野町が発足。同日和勝村廃止。